# Thomas Klingenstein

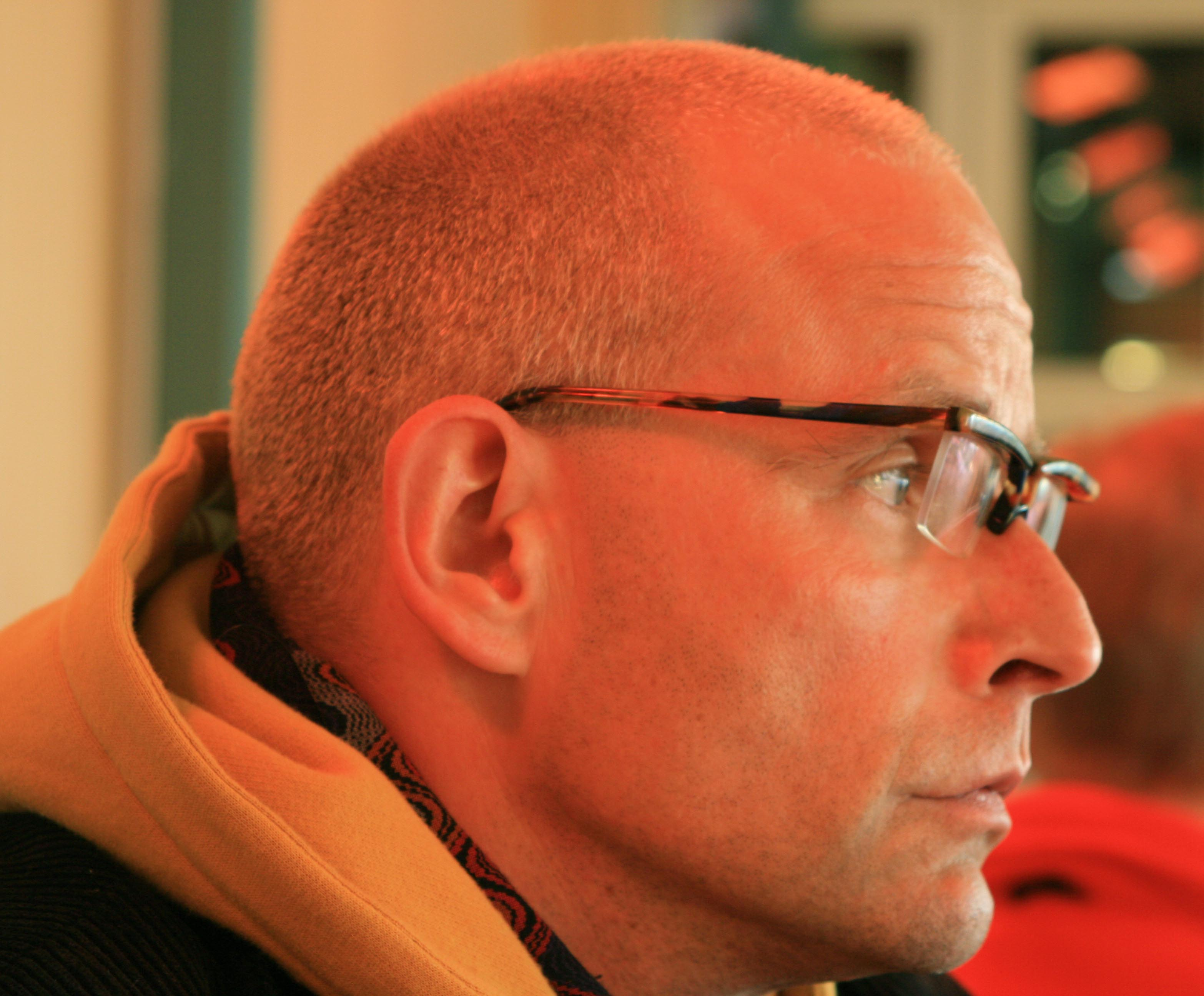
Thomas Klingenstein

Thomas Klingenstein (geboren als Thomas Erwin; * 30. April 1961 in Ost-Berlin) ist ein deutscher Schriftsteller und Maler.

## Leben

### DDR-Vergangenheit
In der Zeit der DDR war Thomas Klingenstein Dissident und wurde 1981 in die Bundesrepublik Deutschland abgeschoben. Im Mai 2008 identifizierte die Öffentlichkeit Thomas Klingenstein als Thomas Erwin, der am 3. Oktober 1979 an einem Treffen mit Robert Havemann, Katja Havemann und Gregor Gysi teilgenommen hatte. Die Tatsache, dass Gregor Gysi am 3. Oktober 1979 den damals 18-jährigen Thomas Klingenstein nach dem Treffen in seinem Wagen mit nach Berlin nahm und diese Fahrt als Bericht vom 5. Oktober 1979 in Stasi-Akten genannt ist, war der Auftakt der IM-Affäre um Gregor Gysi im Mai 2008.
Thomas Klingenstein entdeckte früh sein Interesse für den ostasiatischen Kulturkreis. Die Empfehlung des Japanologen und Leiters der Sektion Ostasien der Humboldt-Universität, Professor Jürgen Berndt, ermöglichte Klingenstein einen Besuch der Erweiterten Oberschule (EOS). Ein Schulverweis einer kritischen Mitschülerin brachte ihn in der 11. Klasse in den Konflikt mit der DDR-Führung. Erwin trat für die Mitschülerin ein und legte seine FDJ-Funktion als Agitator nieder. 1979 absolvierte Erwin das Abitur.

### Freundeskreis Robert Havemann
Aufgrund seiner politisch kritischen Haltung wurde Erwin das Studium der Japanologie von der DDR-Führung verwehrt. Er arbeitete nach dem Abitur in der Ostasienabteilung des Pergamonmuseums als Aufsicht. Als Schriftsteller engagierte er sich in der oppositionellen Kunst- und Kulturszene in Ost-Berlin und Dresden. So bekam Erwin Kontakt zu Robert Havemann.
Durch die Bekanntschaft mit Stefan und Inge Heym lernte Erwin Stephan Hermlin kennen, der sich für eine erste Veröffentlichung von Gedichten Erwins in der DDR einsetzte. Kontakte zum damaligen österreichischen Botschafter Hans Walser sowie anderen in der DDR akkreditierten Journalisten und Diplomaten ermöglichten ihm, für sich wie auch für andere eine Alternative zum zensierten Postverkehr zu schaffen (u. a. Robert Havemann, Dieter Eue, Karl-Heinz Jakobs, Lutz Rathenow).
Shuma Ogawa

### Verhaftung und Abschiebung
Im Oktober 1980 wurde Thomas Erwin verhaftet (zeitgleich mit Frank-Wolf Matthies und Lutz Rathenow). Noch während seiner Untersuchungshaft im Stasigefängnis Berlin-Hohenschönhausen erschien sein Gedichtband Der Tag will immer Morgen bleiben im Piper-Verlag, München. Im Februar 1981 wurde er auf Grund zahlreicher Proteste (u. a. hatten sich Heinrich Böll, Bruno Kreisky, Günter Grass und Stephan Hermlin für ihn eingesetzt) in die Bundesrepublik abgeschoben, wo ihn zunächst der Sohn seines Verlegers, Ernst-Reinhardt Piper aufnahm. Nach einem Stipendium und Aufenthalt im Literarischen Colloquium Berlin (LCB) des Kultursenats Berlin ging er noch 1981 nach Paris.

### Der Maler Thomas Klingenstein
1986 nahm Thomas Erwin den Geburtsnamen seiner Mutter Klingenstein an. Die politische Wende in Deutschland 1989 erlebte Klingenstein in Japan, wo von 1984 bis Mitte der 1990er Jahre sein Lebensmittelpunkt war. Japan wurde ein wichtiger Schwerpunkt seiner „künstlerischen Lehrjahre“.  1995 zog Klingenstein zurück nach Berlin-Kreuzberg, wo er als Schriftsteller und Maler lebt und arbeitet. Durch einen schweren, unverschuldeten Atelierbrand 1998 wurden zahlreiche seiner Arbeiten vernichtet. 1990 schuf Klingenstein das Wandgemälde Umleitung in den japanischen Sektor an der Berliner Mauer Teil der East Side Gallery. 1992 gab es eine Ausstellung der Werke von Thomas Klingenstein bei Mitsukoshi. 1993 waren seine Werke Teil einer Gruppenausstellung im Tsukuba Museum of art. 1994 porträtierte Thomas Klingenstein den japanischen Nationaldichter Mori Ogai für das Geburtshaus in Tsuwano, dort ist das Gemälde Teil der Ausstellung. Ein weiteres prominentes Porträt von Thomas Klingenstein ist jenes von Sayoko Yamaguchi. Ein zweites Wandgemälde von Thomas Klingenstein ist in Tagami in Niigata zu sehen, es entstand 1993.

## Werke
- Thomas Erwin: Der Tag will immer Morgen bleiben. Gedichte. R. Piper, München 1981, ISBN 3-492-02682-6.